# Imatinib
L'imatinib mesilato (CGP57148B oppure STI571), è un farmaco antineoplastico appartenente alla classe degli inibitori delle tirosin chinasi (TKi) che è stato studiato e prodotto per il trattamento della leucemia mieloide cronica (LMC) e successivamente usato anche per il trattamento della leucemia linfoblastica acuta PH+.
Uno dei tre laboratori che per primi studiarono imatinib è italiano e ha visto a capo l'ematologo, ricercatore e professore universitario Carlo Gambacorti-Passerini.
Imatinib è stato commercializzato dall'industria farmaceutica Novartis con il nome Gleevec negli Stati Uniti e Glivec in Europa e di recente è stato messo in commercio il farmaco generico.
L'imatinib rappresenta una vera e propria rivoluzione nella medicina poiché è il primo farmaco mirato creato per colpire una specifica proteina bersaglio. Nel caso della leucemia mieloide cronica trattasi della proteina BCR-ABL1 prodotta dal gene di fusione ottenuto dalla traslocazione dei cromosomi 9 e 22 (cromosoma Philadelphia).
L'imatinib è usato anche per la cura di alcuni tumori stromali gastrointestinali (GISTs) e di alcune neoplasie in cui sono coinvolte le chinasi ABL, KIT, PDGFR inibite dal farmaco.

## Biologia molecolare
L'imatinib è un derivato della 2-fenilamminopiridina e agisce inibendo un gran numero di enzimi ad attività tirosin-chinasica. La molecola si lega al dominio tirosin-chinasico dell'enzima provocando una diminuzione dell'attività chinasica. Nel corpo sono presenti molti enzimi ad attività tirosin-chinasica, di questa categoria fa parte anche il recettore per l'insulina. Imatinib è specifico per il dominio tirosin-chinasico di abl (il protoncogene di Abelson), c-kit e PDGF-R (il recettore per il fattore di crescita piastrinico). Nella leucemia mieloide cronica, il cromosoma Philadelphia esprime una proteina di fusione di abl con bcr, che viene chiamata abl-bcr. La proteina di fusione è una tirosin-chinasi sempre attiva. Imatinib riduce l'attività di questa proteina.
Da un punto di vista molecolare, si è molto discusso se l'imatinib fosse un analogo dell'ATP oppure no. L'imatinib entra nella tasca della proteina in 2 modi: o attraverso un meccanismo "chiave-serratura", che si basa sulla complementarità della tasca della proteina rispetto al farmaco, o attraverso la formazione di ponti idrogeno tra atomi del farmaco e residui della proteina che circondano la tasca; questi ponti idrogeno sono importanti per stabilizzare il farmaco nella tasca. Infatti, la perdita di un ponte idrogeno fa perdere un logaritmo dell'effetto del farmaco.
Quando è stato possibile ottenere la struttura di bcr-abl complessata con l'imatinib, si è visto che il farmaco lega la conformazione inattiva di bcr-abl, cioè lega una conformazione dell'enzima chiusa, cioè incapace di legare l'ATP. Legandosi alla conformazione inattiva, sottrae questa conformazione dall'equilibrio tra conformazione attiva e inattiva, per cui la proteina si sposta gradualmente verso la conformazione inattiva e non lega più l'ATP.
Quindi bcr-Abl non lega più l'ATP non tanto perché c'è il farmaco nella tasca di legame della proteina con l'ATP, ma perché il farmaco sposta l'equilibrio verso la conformazione inattiva, che è data dallo spostamento di un'ansa, definita activation loop, che dalla posizione aperta nella conformazione attiva, passa ad un aspetto più chiuso della conformazione inattiva, che ha una struttura tale da non essere in grado di legare l'ATP.
Quindi Imatinib non è un vero competitore dell'ATP, ma è un inibitore che agisce in modo allosterico, ovvero lega una conformazione dell'enzima nella quale l'enzima non è in grado di funzionare.

### Interazioni
Gli studi hanno dimostrato che l'assunzione contemporanea di imatinib e inibitori/induttori del citocromo cyp3a4, interferiscono con il metabolismo del principio attivo aumentandone o riducendone la biodisponibilità. Si citano al riguardo erbe tra cui l'erba di San Giovanni, il succo di pompelmo, alcuni antibiotici, farmaci antiaritmici, ecc.

## Controversie legali
La Novartis è entrata in competizione legale con aziende indiane di generici per ottenere il diritto di sfruttamento in esclusiva del farmaco. Il 1º aprile 2013, dopo sette anni di controversia legale, la Corte Suprema indiana di Nuova Delhi, con sentenza definitiva, rifiuta la richiesta di brevetto per lo sfruttamento in esclusiva del farmaco Glivec, stabilendo che questo è da considerarsi la modifica di un farmaco già esistente (imatimib) con proprietà non diverse.
I giudici, con una sentenza "storica", hanno stabilito che l'industria farmaceutica di generici indiana Cipla ha il diritto di produrre il farmaco per salvaguardare il diritto alla salute della popolazione.
La sentenza secondo fonti indiane porta ad una maggiore chiarezza sul parametro con cui i medicinali devono essere misurati, prima che vengano rilasciati brevetti.
Il brevetto della forma cristallina-beta dell'imatinib mesilato, commercializzato con il marchio Glivec, era stata respinta dall'Ufficio Brevetti indiano nel 2006. Questo rifiuto nasceva dal fatto che, secondo le norme indiane, il prodotto mancava di novità e inventiva brevettuale, e non è riuscito a mostrare una maggiore efficacia sulla sostanza conosciuta. Al centro del caso Glivec è l'interpretazione della sezione 3 (d) della legge indiana sui brevetti che non riconosce l'innovazione incrementale, una pratica conosciuta dalle case farmaceutiche come "evergreening" (sempre verde).
La legge in questione, permette la protezione brevettuale solo su un farmaco completamente nuovo o migliore. Secondo questa norma, una casa farmaceutica non sarebbe in grado di modificare un farmaco già esistente o scientificamente noto e pretendere una nuova rivendicazione esclusiva brevettabile su una eventuale molecola modificata del farmaco già noto.
La Novartis ha contestato questa posizione ritenendo che la diversa salificazione  del principio attivo (imatinib) modifica in modo significativo, migliorandole, le caratteristiche farmacocinetiche dello stesso rendendolo per questo originale.
Inoltre sostiene la Novartis che l'imatinib non salificato è troppo instabile e pericoloso e che non ha mai avuto sperimentazioni sull'uomo, mentre solo la versione modificata con il sale mesilato è stata sperimentata sull'uomo ed è quella che in tutto il mondo è approvata per l'uso terapeutico.
Il farmaco "griffato" della Novartis costa 2,600 $ al mese, mentre la versione generica indiana è disponibile in India a circa 175$ al mese.
Analisti a seguito della sentenza osservano che la norma indiana del 2005 è successiva alla domanda di brevetto originale presentata dalla Novartis. Inoltre, la Novartis dona regolarmente in opportuni programmi all'India il farmaco che è comunque troppo costoso anche nella versione generica. La sentenza assume, insieme ad altre simili, un forte valore "politico" in quanto un esito favorevole alla Novartis, secondo Medici senza Frontiere ed altri, avrebbe fatto venir meno il ruolo dell'India di produttore di farmaci a basso costo per i paesi poveri del terzo mondo.

## Covid
Secondo uno studio olandese il farmaco riduce la mortalità nei casi gravi di COVID-19 .

### Linee Guida
- M. Baccarani, M. Dreyling, Chronic myeloid leukaemia: ESMO Clinical Practice Guidelines for diagnosis, treatment and follow-up., in Ann Oncol, 21 Suppl 5, maggio 2010,  pp. v165-7, DOI:10.1093/annonc/mdq201, PMID 20555071.
- G. Etienne, B. Milpied; D. Réa; F. Rigal-Huguet; M. Tulliez; FE. Nicolini, [Guidelines for the management of nilotinib (Tasigna)-induced side effects in chronic myelogenous leukemia: recommendations of French Intergroup of CML (Fi-LMC group)]., in Bull Cancer, vol. 97, n. 8, agosto 2010,  pp. 997-1009, DOI:10.1684/bdc.2010.1136, PMID 20529767.
- A. Poveda, V. Artigas; A. Casado; J. Cervera; X. García Del Muro; J. Antonio López-Guerrero; A. López-Pousa; J. Maurel; L. Ortega; R. Ramos; I. Romero, [Clinical practice guidelines in gastrointestinal stromal tumours (GEIS): update 2008]., in Cir Esp, 84 Suppl 1, ottobre 2008,  pp. 1-21, PMID 19087862.
- P. Cony-Makhoul, A. Bergeron; S. Corm; V. Dubruille; D. Rea; F. Rigal-Huguet; FE. Nicolini, [Guidelines for the management of dasatinib (Sprycel)-induced side effects in chronic myelogenous leukemia and Philadelphia positive acute lymphoblastic leukemias]., in Bull Cancer, vol. 95, n. 9, settembre 2008,  pp. 805-11, DOI:10.1684/bdc.2008.0703, PMID 18829412.
- JY. Blay, A. Le Cesne, Gastrointestinal stromal tumors: ESMO clinical recommendations for diagnosis, treatment and follow-up., in Ann Oncol, 18 Suppl 2, aprile 2007,  pp. ii27-9, DOI:10.1093/annonc/mdm024, PMID 17491033.
- M. Baccarani, G. Saglio; J. Goldman; A. Hochhaus; B. Simonsson; F. Appelbaum; J. Apperley; F. Cervantes; J. Cortes; M. Deininger; A. Gratwohl, Evolving concepts in the management of chronic myeloid leukemia: recommendations from an expert panel on behalf of the European LeukemiaNet., in Blood, vol. 108, n. 6, settembre 2006,  pp. 1809-20, DOI:10.1182/blood-2006-02-005686, PMID 16709930.
- JY. Blay, B. Landi; S. Bonvalot; G. Monges; I. Ray-Coquard; F. Duffaud; NB. Bui; R. Bugat; JA. Chayvialle; P. Rougier; O. Bouché, [Recommendations for the management of GIST patients]., in Bull Cancer, vol. 92, n. 10, ottobre 2005,  pp. 907-18, PMID 16266874.
- YK. Kang, KM. Kim; T. Sohn; D. Choi; HJ. Kang; MH. Ryu; WH. Kim; HK. Yang, Clinical practice guideline for accurate diagnosis and effective treatment of gastrointestinal stromal tumor in Korea., in J Korean Med Sci, vol. 25, n. 11, novembre 2010,  pp. 1543-52, DOI:10.3346/jkms.2010.25.11.1543, PMID 21060741.

### Testi
- Jie Jack Li, Douglas S. Johnson, Drago R. Sliskovic, Bruce D. Roth, Contemporary Drug Synthesis, John Wiley & Sons, 27 dicembre 2004,  pp. 31–, ISBN 978-0-471-68673-6.
- George Lunn, HPLC Methods for Recently Approved Pharmaceuticals, John Wiley & Sons, 6 maggio 2005,  pp. 314–, ISBN 978-0-471-71167-4.
- Ingo Kai Mellinghoff e Charles Sawyers, Therapeutic Kinase Inhibitors, Springer, 2012,  pp. 47–, ISBN 978-3-642-28296-6.
- Gianni Bonadonna, Gioacchino Robustelli della Cuna e Pinuccia Valagussa, Medicina oncologica, Elsevier srl, 15 giugno 2007,  pp. 55–, ISBN 978-88-214-3202-6.
- Sean C. Sweetman, Martindale: The Complete Drug Reference, Pharmaceutical Press, 2007,  pp. 3111–, ISBN 978-0-85369-687-2.
- Laurence Brunton, Bruce Chabner e Bjorn Knollman, Goodman and Gilman's The Pharmacological Basis of Therapeutics, Twelfth Edition, McGraw Hill Professional, 24 dicembre 2010,  pp. 1732–, ISBN 978-0-07-176939-6.
- Vincent T. DeVita, Jr., Theodore S. Lawrence e Steven A. Rosenberg, Devita, Hellman & Rosenberg's cancer [electronic resource]: principles and practice of oncology, Lippincott Williams & Wilkins, 2008,  pp. 1211–, ISBN 978-0-7817-7207-5.
- David E Golan, Principles of pharmacology: the pathophysiologic basis of drug therapy, Lippincott Williams & Wilkins, 2008,  pp. 710–, ISBN 978-0-7817-8355-2.
- George R. Spratto, Ph.D., George Spratto, George R. Spratto, Adrienne L. Woods, Delmar Nurse's Drug Handbook 2012, Cengage Learning, 27 giugno 2011,  pp. 876–, ISBN 978-1-111-31065-3.
- Riccardo Soffietti, Neuro-Oncology, Newnes, 16 aprile 2012,  pp. 937–, ISBN 978-0-444-53502-3.